# Шесть флагов над Техасом

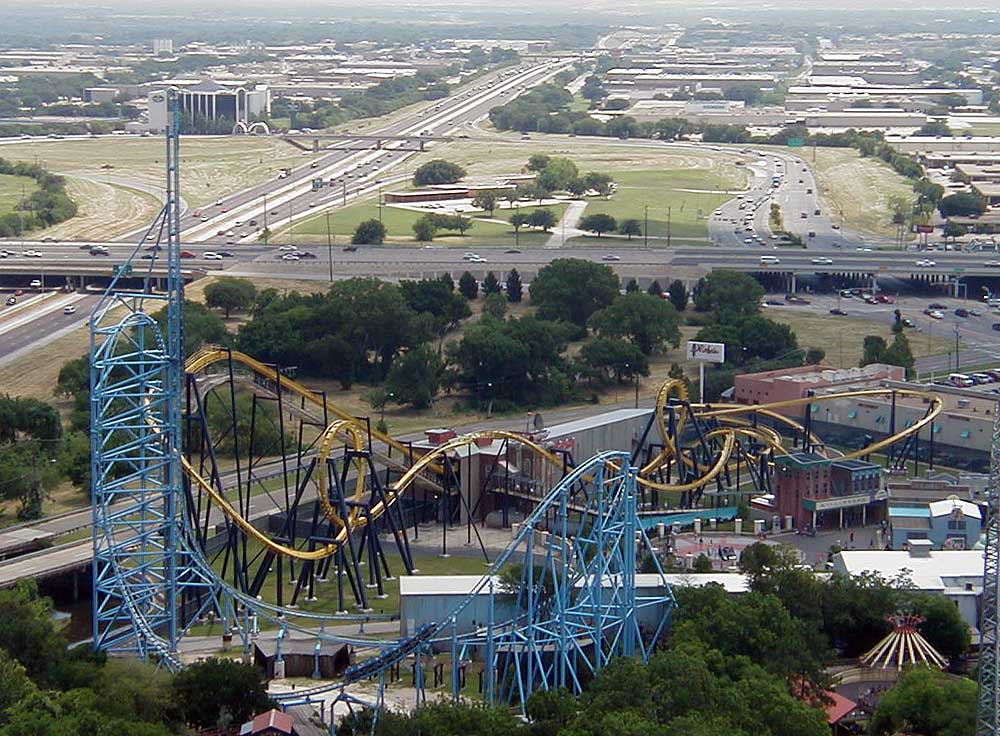
Аттракцион Готэм-сити

Шесть флагов над Техасом (англ. Six Flags Over Texas) — крупный парк развлечений в городе Арлингтон (штат Техас, США). Парк является первым, построенным компанией «Шесть флагов».
Название «Шесть флагов над Техасом» символизирует флаги шести стран управлявших Техасом за его историю (Испания, Франция, Мексика, Республика Техас, Конфедеративные Штаты Америки и Соединённые Штаты Америки).
Парк открылся 1 августа 1961 года, его строительство обошлось в 10 миллионов долларов.

## Аттракционы
Список некоторых аттракционов:
- Техасский гигант (1990)
- Batman: The Ride (1999)
- Titan[англ.] (2001)
- Wile E. Coyote's Grand Canyon Blaster (2001)
- Tony Hawk's Big Spin (2007)